# Ješkova Ves nad Nitricou
Ješkova Ves nad Nitricou je místní část obce Diviaky nad Nitricou v okrese Prievidza na Slovensku. Původně to byla samostatná obec, v roce 1976 byla přičleněná k Diviakom nad Nitricou, spolu s dalšími původními obcemi Banky a Mačov. Nachází se 1 km severně od Diviak nad Nitricou. Vesnicí protéká řeka Nitrica.

## Historie
První písemná zpráva o vsi je z roku 1343. Poprvé byla ves uvedena jako malé Vísky a dále byla vedena pod dalšími názvy:
- Mocholnek v roce 1411
- Jeskowa v roce 1460
- Divek Janossyi v roce 1895
- Divékjanosi
- Ješkova Ves v roce. 1919
- Ješkova Ves nad Nitricou v roce 1948[2]

Obec se samostatně vyvíjela do roku 1976 do jejího připojení k Diviakom nad Nitricou.

## Turistika
- Žlutá turistická značka vede z Ješkové Vsi západním směrem na Přední Rokoš (812 m n. m.) a odtud na Rokoš (1 009,9 m n. m.) v Nitrických vrších.